# Eugenio Montale
Eugenio Montale (* 12. Oktober 1896 in Genua; † 12. September 1981 in Mailand) war ein italienischer Schriftsteller. 1975 erhielt er den Nobelpreis für Literatur.

## Leben
Eugenio Montale war das jüngste von sechs Kindern eines Unternehmers aus Genua. Er wurde 1917 zum Militärdienst eingezogen und erlebte die letzten Jahre des Ersten Weltkrieges an der Front in Südtirol. Nach dem Krieg lebte er in Genua und begann sich für Literatur zu interessieren. Er lernte Schriftsteller und Kritiker kennen und war 1922 Mitbegründer der Zeitschrift Primo tempo. Seine Werke sind stark beeinflusst von den Grundkonzepten des französischen Symbolismus und Impressionismus.
Die Veröffentlichung seines ersten Gedichtbandes Ossi di seppia machte ihn 1925 als Schriftsteller bekannt. Zwei Jahre später siedelte er nach Florenz um, wo er die namhafte Bibliothek Gabinetto Vieusseux leitete. Er verlor diese Stellung 1938 aufgrund seiner Weigerung, in die faschistische Partei einzutreten. 1939 veröffentlichte Montale seinen zweiten Gedichtband Le occasioni. Er arbeitete für Zeitungen in Florenz und ab 1948 in Mailand für den Corriere della Sera. 1962 wurde er mit dem internationalen Antonio-Feltrinelli-Preis ausgezeichnet. Sein dritter Gedichtband La bufera e altro erschien 1956. 1971 kam der Gedichtband Satura heraus, der in Teilen bereits veröffentlicht worden war. In seinen Gedichten werden oft die Landschaften Liguriens beschrieben.
1977 wurde Montale als Ehrenmitglied in die American Academy of Arts and Letters gewählt. Montale war Ehrendoktor der Universität La Sapienza Rom, der Universität Mailand und der Universität Cambridge. Am 1. März 2022 wurde ein Asteroid nach ihm benannt: (22379) Montale.

## Werke

### Gedichte
- 1925: Ossi di seppia (Die Knochen eines Tintenfisches)
- 1939: Le Occasioni (Anlässe)
- 1943: Finisterre
- 1956: La bufera e altro (Der Sturmwind und anderes)
- 1966: Xenia
- 1971: Satura
- 1973: Diario del '71 e '72 (Tagebuch '71 & '72)
- 1977: Quaderno di quattro anni (Notizheft aus vier Jahren)
- 1991: Diario postumo (Posthumes Tagebuch)

### Prosa
- 1976: Sulla poesia (Über Poesie)
- 1980: Montale commenta Montale (Montale über Montale)

### Übersetzungen ins Deutsche
- 1976: Satura. Italienisch–deutsch. Übertragen und Nachwort von Michael Marschall von Bieberstein. Piper Verlag, München-Zürich 1976. ISBN 978-3-492-02215-6.
- 1978: Eugenio Montale (Poesiealbum 125). Verlag Neues Leben. Übertragungen u. a. von Elke Erb, Marie-Luise Kaschnitz und Günter Kunert.
- 1987: Gedichte 1920–1954. Italienisch–deutsch. Übertragen von Hanno Helbling. Hanser Verlag, München. ISBN 3-446-14491-9.
- 2013: Was bleibt (wenn es bleibt). Gedichte 1920–1980. Italienisch–deutsch. Ausgewählt, übersetzt und mit Anmerkungen versehen von Christoph Ferber. Mit einem Nachwort von Georges Güntert. Dieterich’sche Verlagsbuchhandlung Mainz. ISBN 978-3-87162-080-5.
- 1998: Das posthume Tagebuch 1. Die Worte sprühen. Übertragen von Christine Koschel. Kirchheim Verlag, München 1998. ISBN 978-3-87410-074-8
- 2001: Das posthume Tagebuch 2. Ein Windstoss vom Horizont. Übertragen von Christine Koschel. Kirchheim Verlag, München 2001. ISBN 978-3-87410-080-9
- 2023: Die Knochen eines Tintenfisches. Italienisch-deutsch. Übertragen und mit einem Nachwort von Emanuel Seitz. Castrum, Wien 2023. ISBN 978-3-9505469-1-0